# 鲁拜集

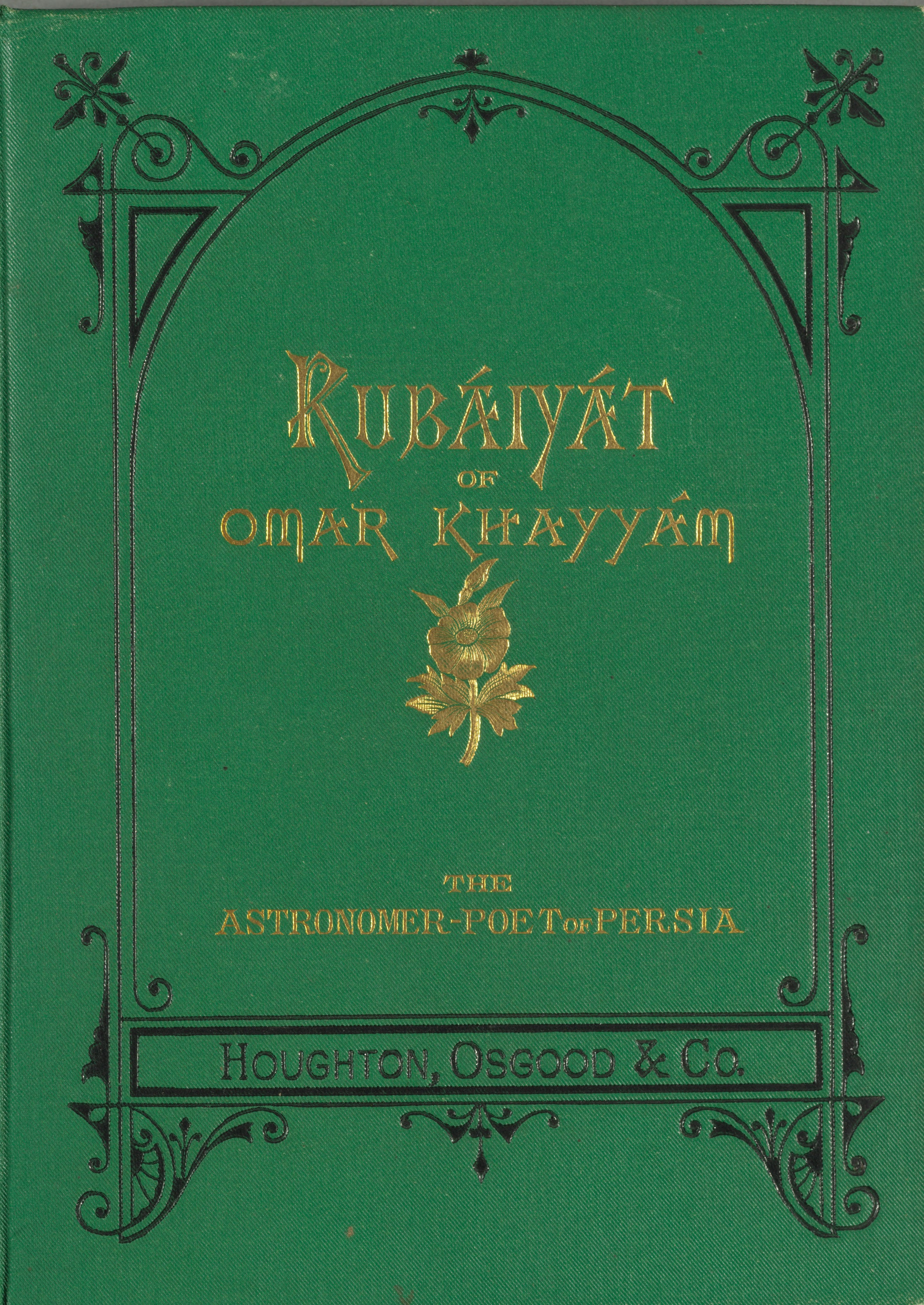
《魯拜集》1878年版

《鲁拜集》又译《柔巴依集》，是11世纪波斯诗人欧玛尔·海亚姆的四行诗集。四行诗的特征是每首四行，一、二、四行押韵，第三行通常不押韵，这和中国古代的绝句比较相似。

## 版本
在全世界最为流行的版本是爱德华·菲茨杰拉德的英文译本。爱德华·菲茨杰拉德翻译诗歌并不完全拘泥于原文，还将多首诗杂糅为一，其他语言译本也多从该翻译本译出。
郭沫若、黄杲炘、黄克孙、张鸿年等人都曾将《鲁拜集》译为中文，钱钟书也曾翻译过其中的《树荫下》。